# Парова-Фаленцка
Парова-Фаленцка — деревня в гмине Хелмжа Торуньского повета Куявско-Поморского воеводства в центральной части севера Польши.